# Mesosignum vitjazi
Mesosignum vitjazi là một loài chân đều trong họ Mesosignidae. Loài này được Birstein miêu tả khoa học năm 1963.